# Karl Lacher

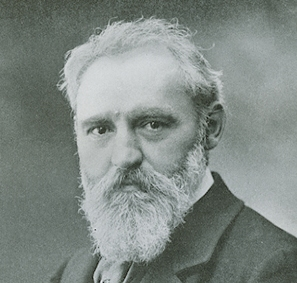
Karl Lacher, um 1905

Karl Lacher (* 23. Mai 1850 in Uttenhofen bei Uffenheim; † 15. Januar 1908 in Graz) war ein deutsch-österreichischer Bildhauer und Kunstgewerbler.

## Leben
Karl Lacher studierte an der Kunstgewerbeschule in Nürnberg. 1874 wurde er als Bildhauer und Lehrer an die Gewerbeschule in Graz berufen. Sein Engagement führte 1895 zur Gründung des Kulturhistorischen und Kunstgewerbemuseums als Erweiterung des Landesmuseums Johanneum. Die von ihm gesammelten kunstgewerblichen Objekte bilden noch heute den Grundstock der Sammlungen des Museums für Geschichte in Graz.

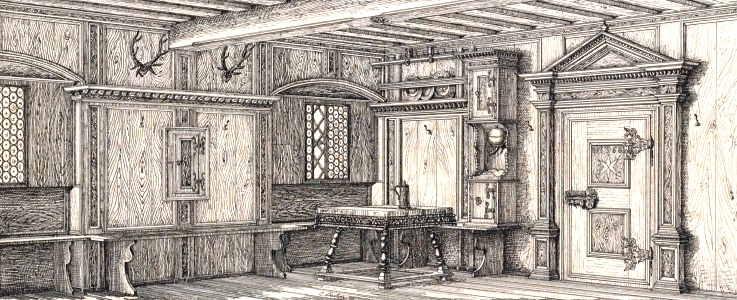
Zeichnung von Karl Lacher

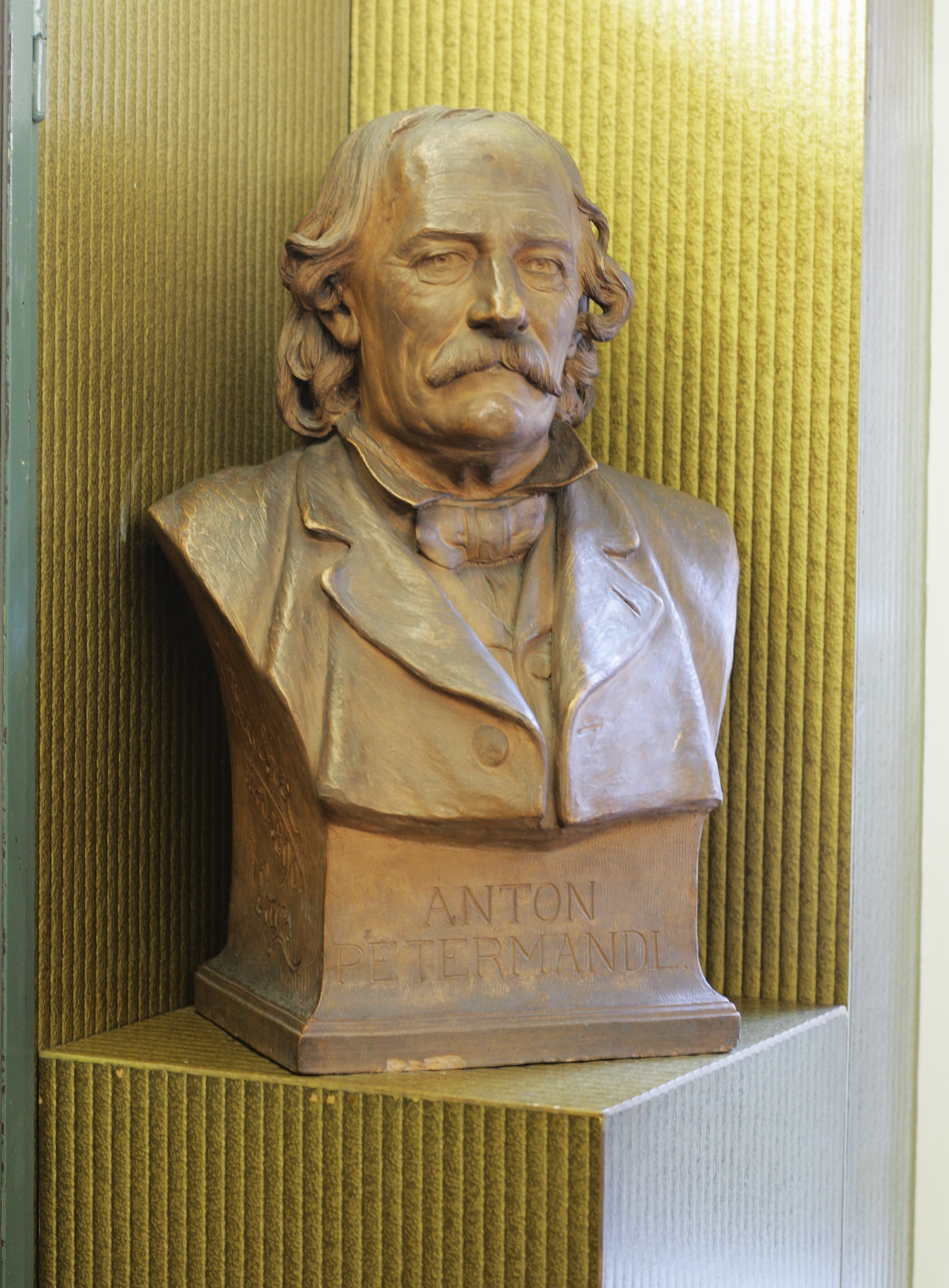
Büste Anton Petermandls von 1890 in Steyr

## Schriften (Auswahl)
- Kunstgewerbliche Arbeiten aus der Kulturhistorischen Ausstellung zu Graz. 1883
- Mustergültige Holzintarsien der deutschen Renaissance aus dem 16. und 17. Jahrhundert, 1889
- Führer durch das Kulturhistorische und Kunstgewerbe-Museum in Graz, 1895, Neuaufl. 1906
- Führer durch das Landes-Zeughaus in Graz, 1898, 2. Aufl. 1907
- Katalog der Landesbildergalerie in Graz, 1903
- Altsteirische Wohnräume im Landesmuseum zu Graz, 1906

sowie zahlreiche Abhandlungen in Fachzeitschriften und Tageszeitungen.